# 올안광
올안광(兀顔光)은 중국의 사대기서(四大奇書) 중 하나인 《수호전》(水滸傳)에 등장하는 인물이다. 요나라(遼國) 제일의 장수로 직책은 도통군(都統軍). 신장 8척의 체구를 자랑하며 18반 무예(十八般武芸)에 능통하고 병법(특히 진법)에도 능한 지용을 겸비한 명장이다. 85회부터 89회까지 등장한다.

## 생애
처음 등장하는 것은 송나라에 귀순한 양산박군이 칙명을 받들어 국경을 위협하는 요나라군 토벌에 나섰고, 계주성의 수장이자 요나라왕 야율휘의 동생인 야율득중(耶律得重)이 계주(薊州)를 빼앗기고 수도인 연경(燕京)으로 달아났을 때, 양산박군의 위세에 놀란 야율휘와 중신들이 대책을 협의하는 장면이다. 신하 중 한 명인 구양시랑(歐陽侍郞)은 양산박 호걸들이 송나라 간신들의 시기를 사서 대접받지 못하고 있는 이유로 송나라보다 더 대접하여 그들을 포섭하는 계책을 야율휘에게 말하지만, 요나라 제일의 장수인 올안광은 이를 무용지물로 생각하여 반대하고 항전을 주장한다.
야율휘는 구양시랑의 계책을 채택하지만 요나라로 귀순하는 척하던 송강, 오용에게 오히려 패주(覇州)를 빼앗기고 만다. 결과에 격노한 야율휘는 구양시랑을 욕하고 처형하려 하지만, 올안광은 구양시양을 용서하기를 요청함과 동시에 자신의 출격을 요청한다. 그러나 이번에는 올안광의 부장이자 부통군(副統軍)으로서 유주(幽州)의 장수이기도 한 요술사 하중보(賀重寶)가 청석욕(靑石峪)이라는 사방이 산으로 둘러쌓인 곳으로 양산박군을 유인하여 격퇴하는 계책을 내었기 때문에 또 다시 올안광의 출격은 미뤄졌다. 하지만 하중보도 양산박군에게 패해 유주가 함락되고 요나라의 수도인 연경에까지 양산박군이 쳐들어오자, 올안광은 황족을 포함한 모든 장병에 대한 지휘권을 국왕으로부터 넘겨받아 만반으로 양산박군과 대치하게 된다.
올안광은 먼저 선봉을 원하는 아들 소장군(小將軍) 올안연수(兀顔延壽)가 이끄는 군사를 유주로 파견하여 양산박군을 요격하게한다. 아버지와 마찬가지로 수많은 진법에 능통했던 올안연수였지만, 올안연수의 진은 모두 양산박군의 주무에 의해 간파되고, 반대로 양산박군의 '구궁팔괘진(九宮八卦陣)'에 돌격하다가 공손승의 요술에 현혹되어 호연작에게 생포당하고 만다. 이리하여 사기가 꺾이는 꼴이 되었으나 휘하 11 요대장과 28수 장군 모두를 이끌고, 나아가 요왕에게도 친정(親征)을 청하여 장병들을 천상의 별들에 빗대어 배치한 '변환자재(變幻自在) 진법·태을혼천상(太乙混天象)의 진'을 전개하는 등 요나라의 국력을 결집하여 양산박군에 결전을 벌인다.
양산박에서도 가장 진법에 정통한 주무조차 태을혼천상의 진 구조를 쉽게 간파하지 못해 양산박군은 공량, 이운, 주부, 석용, 송만, 두천 등 많은 두령과 군사들이 부상을 당하고 이규가 잡혀가는 막대한 피해를 입었다. 붙잡혀 있던 아들 올안연수와 포로 교환에 응하는 형식으로 이규를 풀어주었다. 이후에도 송 조정에서 파견된 왕문빈을 무찌르는 등 양산박군에게 틈을 주지 않고 우위를 점했다. 그러나 송강의 꿈속에 나타난 구천현녀에 의해 양산박군에게 태을혼천상의 진을 깨는 비책이 내려지자 사태는 급변해 견고함을 자랑하던 진은 붕괴되고, 올안광도 고립무원(孤立無援) 상태에서 관승과 호각으로 싸우며 분전하지만 화영의 활과 화살에 상처를 입고, 장청의 돌팔매에 돌을 맞으면서 패주하다가 결국 관승의 청룡언월도에 베여 말에서 떨어지고 바로 장청의 창에 찔려 목숨을 잃는다.

## 같이 보기
- 수호전
- 요나라
- 야율휘
- 하중보
- 관승
- 장청